# (33635) 1999 JC80
1999 JC80 (asteroide 33635) é um asteroide da cintura principal. Possui uma excentricidade de 0.04046970 e uma inclinação de 10.61194º.
Este asteroide foi descoberto no dia 12 de maio de 1999 por LINEAR em Socorro.